# کوین لالوئت
کوین لالوئت (فرانسوی: Kévin Lalouette‎؛ زادهٔ ۱۸ فوریهٔ ۱۹۸۴ ‏(۴۱ سال)) دوچرخه‌سوار اهل فرانسه است.
از باشگاه‌هایی که در آن رکاب زده‌است می‌توان به روبه–لیل متروپول اشاره کرد.